# ジミー・クレスポ
ジミー・クレスポ（Jimmy Crespo, 1954年7月5日 - ）は、アメリカ合衆国のギタリスト、作曲家。1979年から1984年にかけて、一時期脱退していたジョー・ペリーの後釜として、エアロスミスに在籍していたことで有名。現在は、主にソロで活動している。

## 来歴
1954年、ニューヨーク市ブルックリン区にて、プエルトリコからの移民の両親の下で生まれる。少年時代は、ビートルズ、ジミ・ヘンドリックス、ヤードバーズの影響で、14歳の頃からギターを演奏し、バンドを結成する。その後、いくつかのグループに参加したり、新たなバンドを結成したりを繰り返しながら、ミート・ローフやスティーヴィー・ニックスなど、様々なミュージシャンと交流した。その後、フレイムというバンドに参加し、ギター・メインコンポーザーとして活動。RCAレコードと契約を交わし、2枚アルバムをリリースするも解散。
バンドの解散後、エアロスミスのマネージメントの誘いを受けて、オーディションを経て、ジョーの後任のギタリストとなり、『ナイト・イン・ザ・ラッツ』の数曲で、ジョーの残りのパートを演奏した。その後、ブラッド・ウィットフォードの離脱や、メンバーによる薬物中毒やアルコール中毒などのトラブルで、たびたびバンドの活動に軋轢が生じるも、バンドの精神的支柱として活躍し、1982年には『美獣乱舞』では、スティーブン・タイラーと共に、半分以上の楽曲制作を手掛けた。しかしながら、アルバムに伴うライブツアー終了後、メンバー同志の和解によるジョーとブラッドの復帰に伴い、彼らと入れ替わる形で同じくブラッドの代役として参加していたリック・デュファイと共に脱退した。
エアロスミスを脱退した後は、アダム・ボムのサポート・メンバーとして、ギターを演奏。他にも、スティーヴィー・レイ・ヴォーン、ジェフ・ベック、スティーヴィー・ニックス、ジョン・ボン・ジョヴィ、リトル・スティーヴン、ジュリアン・レノンなどのアーティスト・ミュージシャンと共演しながら、自ら様々な音楽プロジェクトを立ち上げている。

## 参照
1. ↑  kronikle of 80s Adam Bomb特集
2. ↑  Nomad Factory » Rock Amp Legends - ジミーが商品開発にかかわったギター用アンプの商品ページ。